# Thomas Pellerin-Carlin
Thomas Pellerin-Carlin (ur. 5 listopada 1989 w Caen) – francuski polityk i politolog, poseł do Parlamentu Europejskiego X kadencji.

## Życiorys
Z wykształcenia politolog, absolwent Institut d’études politiques de Lille (2012). W 2013 uzyskał magisterium w Kolegium Europejskim w Brugii. Do 2022 pracował w Instytucie Jacques’a Delorsa, w którym od 2018 zarządzał centrum ds. energii. Później zatrudniony w organizacji badawczej Institute for Climate Economics (I4CE), w której kierował programem europejskim. Związany z ugrupowaniem Place publique Raphaëla Glucksmanna. W 2024 z listy współtworzonej przez tę partię i socjalistów uzyskał mandat eurodeputowanego X kadencji.